# Steve Della Casa
Steve Della Casa (Turín, 25 de mayo de 1953) es un crítico y director de cine italiano.

## Biografía
Hijo del profesor universitario Carlo Della Casa, se graduó en 1977 de la Universidad de Turín. En esa misma década fundó junto con otros estudiantes el club de cine Movieclub, el cual funcionó hasta 1984. Durante su juventud perteneció a la organización de extrema izquierda Lotta Continua. La experiencia en el club consolidó su carrera como crítico cinematográfico, y lo llevó a trabajar en el Festival de Cine de Turín desde 1982, evento que empezó a dirigir en 1999. Como cineasta ha realizado principalmente documentales, iniciando en 2006 con Uomini forti.

## Filmografía

### Como director
- 2022 - Monument Valley
- 2020 - Siamo in un film di Alberto Sordi?
- 2019 - Boia, maschere, segreti: l'horror italiano degli anni sessanta
- 2016 - Perché sono un genio! Lorenza Mazzetti
- 2013 - I Tarantiniani
- 2010 - Flaiano: Il meglio è passato
- 2006 - Uomini forti